# Compiz

Compiz ist ein Fenstermanager

Compiz ist ein ursprünglich von Novell entwickelter Composition- und Fenstermanager, der die OpenGL-beschleunigte X-Erweiterung AIGLX oder den mittlerweile eingestellten OpenGL-beschleunigten X-Server Xgl verwendet. Er wird häufig genutzt, um zu demonstrieren, welche (grafischen) Möglichkeiten AIGLX und Xgl bieten und wohin Unix-Desktop-Umgebungen sich in Zukunft entwickeln könnten.
Ubuntu ist die einzige große Linux-Distribution, die standardmäßig Compiz schon länger ausliefert (seit Ubuntu 7.10). Neu hinzugekommen ist Elive, die Compiz ab der Version 3.0 standardmäßig enthält.

## Versionen
Die Compiz-0.9.x-Serie wurde gegenüber den 0.8.x-Versionen von Grund auf neu geschrieben und bietet eine neue Programmierschnittstelle in C++. Ende 2014 gab ein Entwickler bekannt, dass er die alte Version 0.8.9 weiterentwickeln werde. Seit 2016 gibt es unter der Bezeichnung Compiz Reloaded neue Veröffentlichungen des 0.8.x-Zweiges.

## Besonderheiten von Compiz
Im Gegensatz zu reinen Composition-Managern ist Compiz nicht nur ein solcher, sondern zugleich ein Fenstermanager, das heißt, er kümmert sich auch um das Zeichnen von Fensterrahmen, Titelleisten, Minimier- und Maximierschaltflächen und so weiter. Dies ist allerdings auch bei KWin und Metacity der Fall.
Da Compiz dem ICCCM-Standard entspricht, kann es hierzu den Fenstermanager der Desktopumgebung, die auf einem entsprechenden X-Server gestartet wird (wie beispielsweise Metacity bei Gnome 2 oder KWin bei KDE Plasma Workspaces) ersetzen.
Compiz ist außerdem modular aufgebaut. Alle Effekte, aber auch grundlegende Dinge wie die Möglichkeit, Fenster zu verschieben oder ihre Größe zu ändern, sind als Plug-ins realisiert. Hierdurch ist Compiz leicht erweiterbar.
Compiz liefert passende Fenstermanager-Daemons derzeit für GNOME und KDE mit. Diese sorgen für das korrekte Darstellen von Fensterrahmen, Titelleisten und ähnlichen Elementen in diesen Desktop-Umgebungen beim Einsatz von Compiz.
Compiz ist die Grundlage der Ubuntu-Benutzeroberfläche Unity und wird ab Version 4 auch durch VirtualBox unterstützt.

## Konfiguration
Die Konfiguration von Compiz und seiner zahlreichen Zusatzmodule lässt sich über mehrere Werkzeuge vornehmen:
- Compiz selbst bietet die Konfiguration über csm (Compiz Settings Manager).
- Das Projekt Compiz Fusion entwickelt die Erweiterung ccsm (Compizconfig Settings Manager), um die Konfiguration zu vereinfachen und grafisch besser zu gestalten.
- Sofern Compiz mit der Erweiterung gconf gestartet wird, lassen sich alle Einstellungen direkt über den gconf-editor vornehmen.

## Ähnliche Projekte
Beryl war eine Compiz-Abspaltung, die entstand, nachdem einige Entwickler einen eigenen Entwicklungszweig namens compiz-quinn erstellten, welcher immer größere Änderungen aufnahm. Seit Ende März 2007 gab es verstärkt Anstrengungen, die beiden Projekte unter dem Namen Compiz Fusion wieder zusammenzuführen, was am 6. April 2007 auch in die Tat umgesetzt wurde.
Project Looking Glass ist eine 3D-Benutzeroberfläche, die von Sun Microsystems entwickelt wurde und unter der GNU General Public License steht. Das Projekt wollte neue Interaktionsmöglichkeiten mit einer Computerarbeitsoberfläche entwickeln und verstand sich als technische Vorausentwicklung für kommende Benutzerschnittstellen. Die ausgedehnte Verwendung einer dreidimensionalen Arbeitsoberfläche ermöglicht es beispielsweise, Notizen zu Webseiten auf der Rückseite des Browserfensters zu machen. Looking Glass ist ein Open-Source-Projekt und wurde für Linux und Solaris entwickelt. Es verwendet und erweitert Java 3D.
Mandriva entwickelte Metisse als 3D-Benutzeroberfläche für Linux.
KWin, der Standard-Fenstermanager von KDE Plasma Workspaces, unterstützt ab Version 4.0 auch Compositing-Effekte. Ab Version 4.2 sind sie aktiv.
Das Gnome-Projekt setzt für Gnome Shell auf den Fenstermanager Mutter, einer Kombination aus Metacity und der Grafikbibliothek Clutter.

## Bilder von einigen Compiz-Plugins

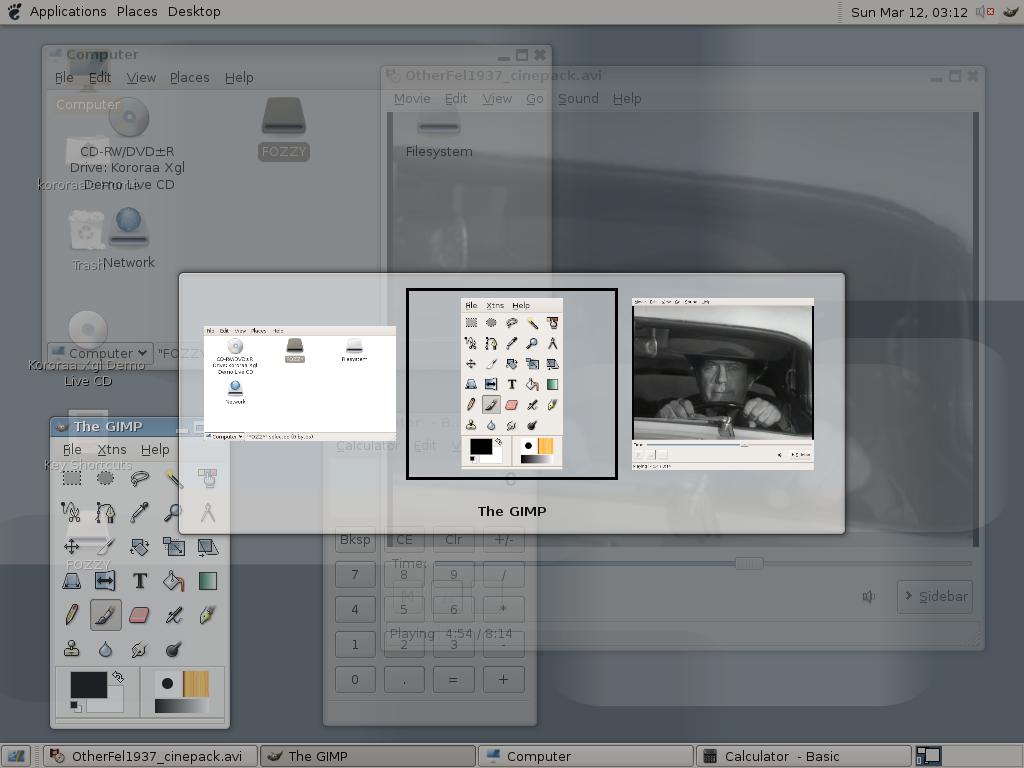
switcher-Plugin
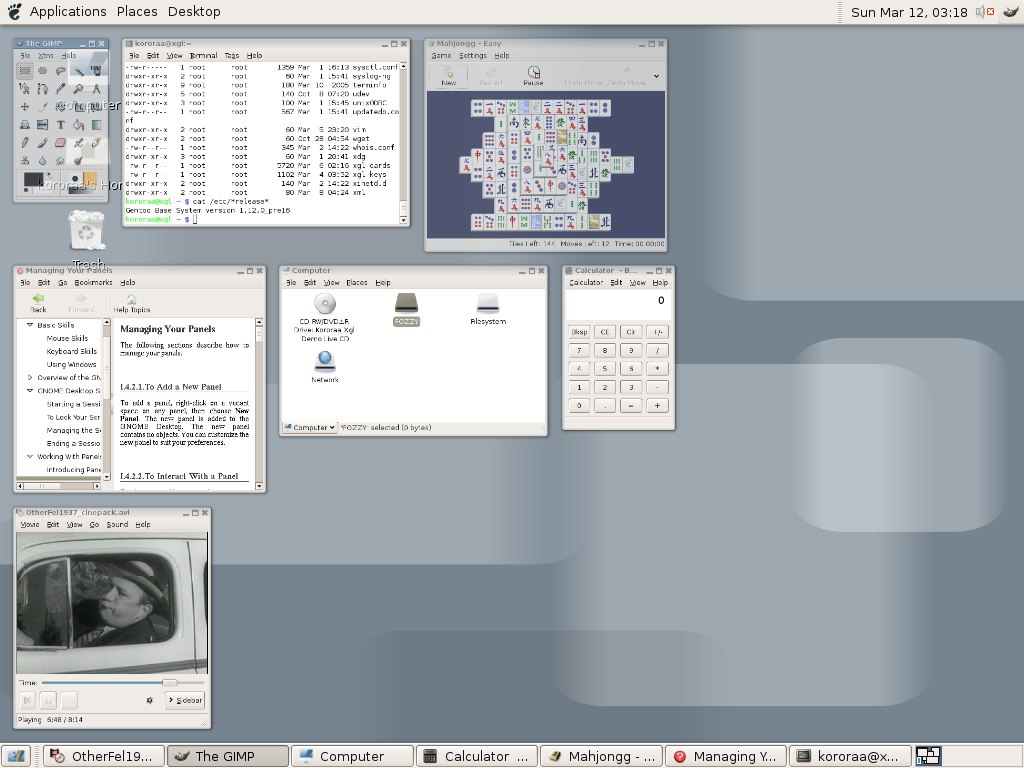
scale-Plugin
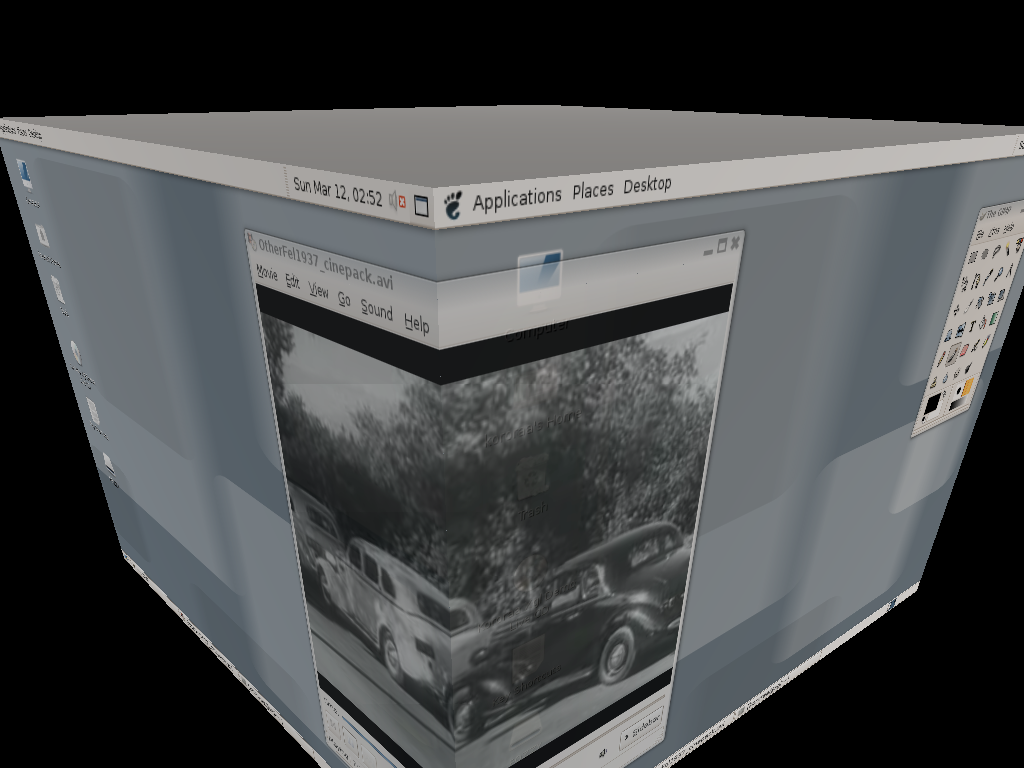
cube- und rotate-Plugin
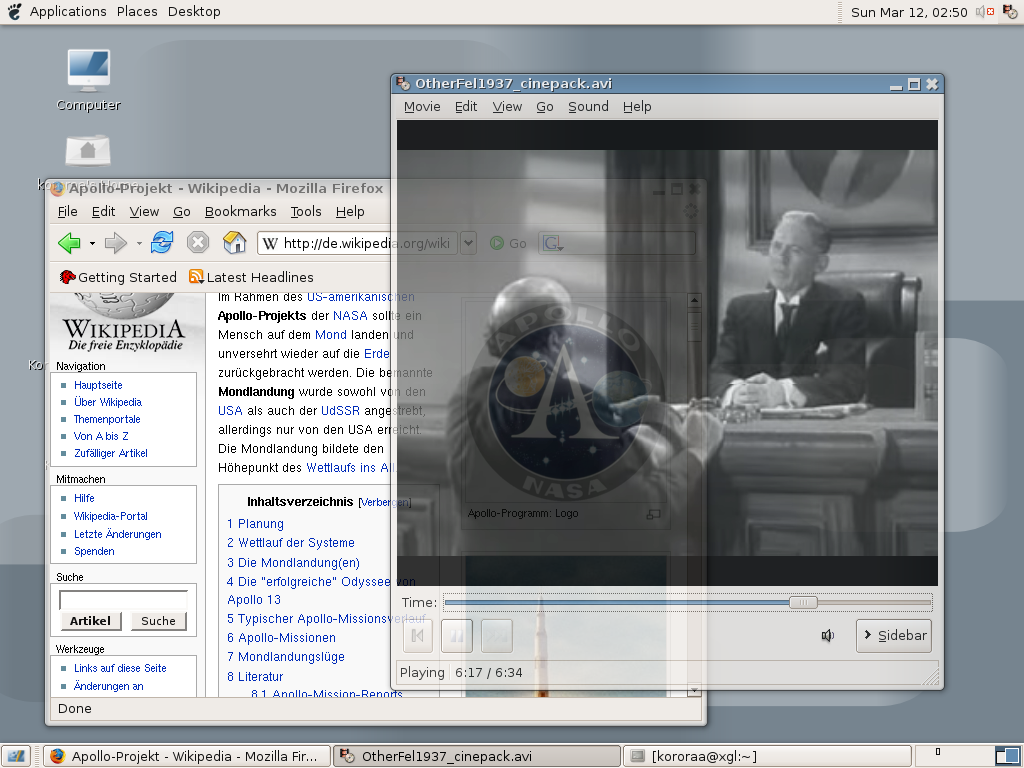
opacity-Plugin
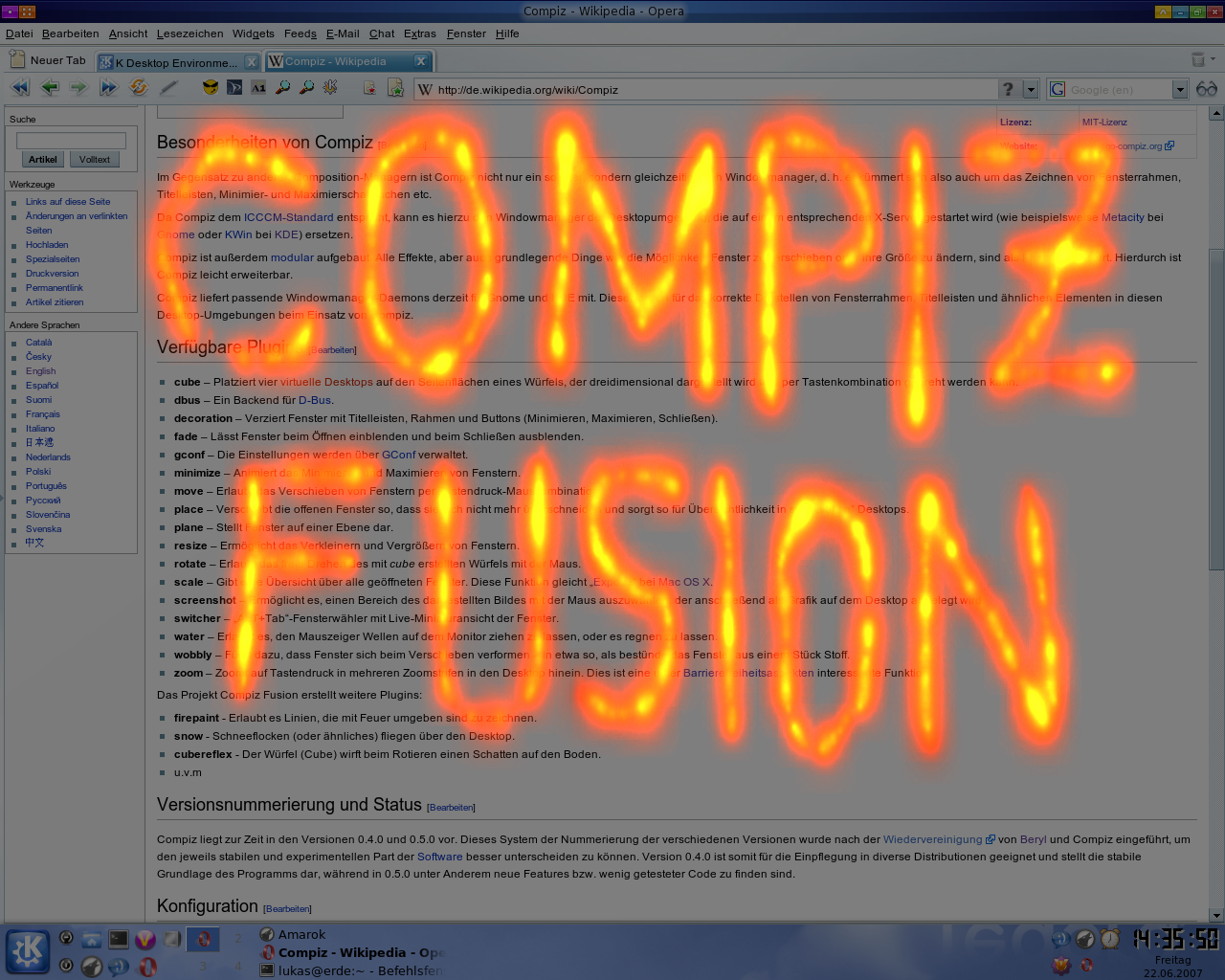
firepaint-Plugin (Compiz Fusion)
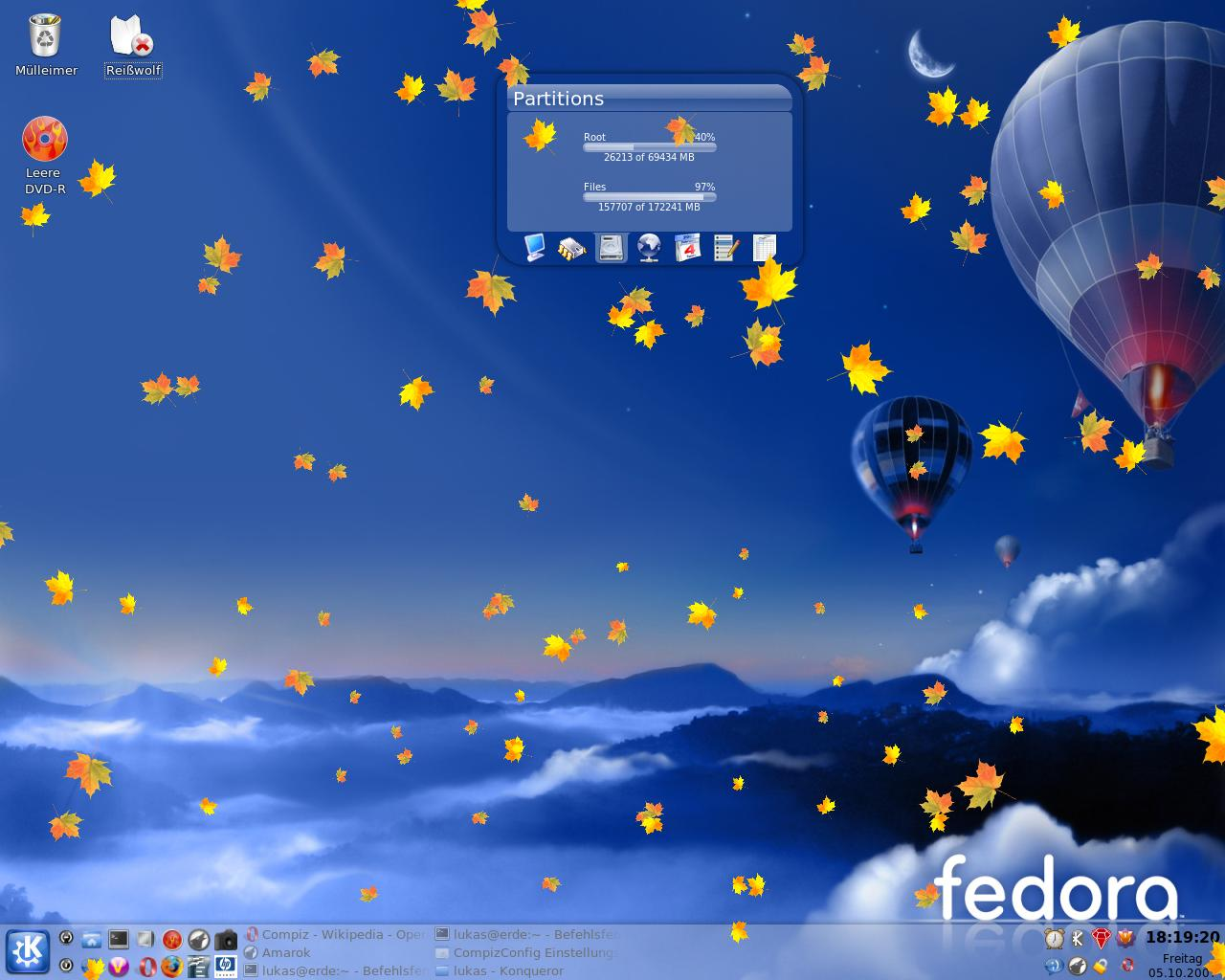
snow-Plugin, hier mit Blättern (Compiz Fusion)
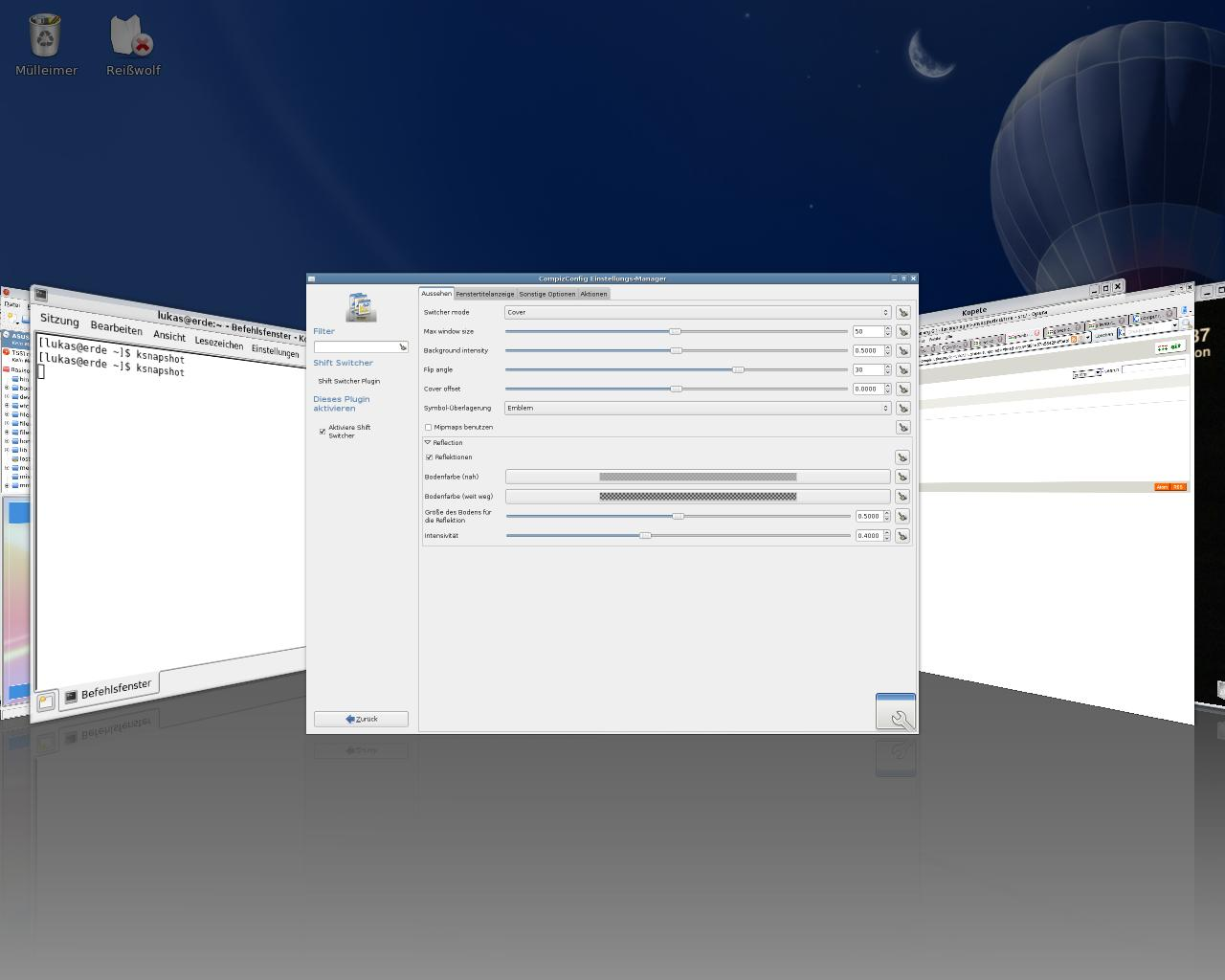
Fenster-Switcher-Plugin, Cover-Modus (Compiz Fusion)
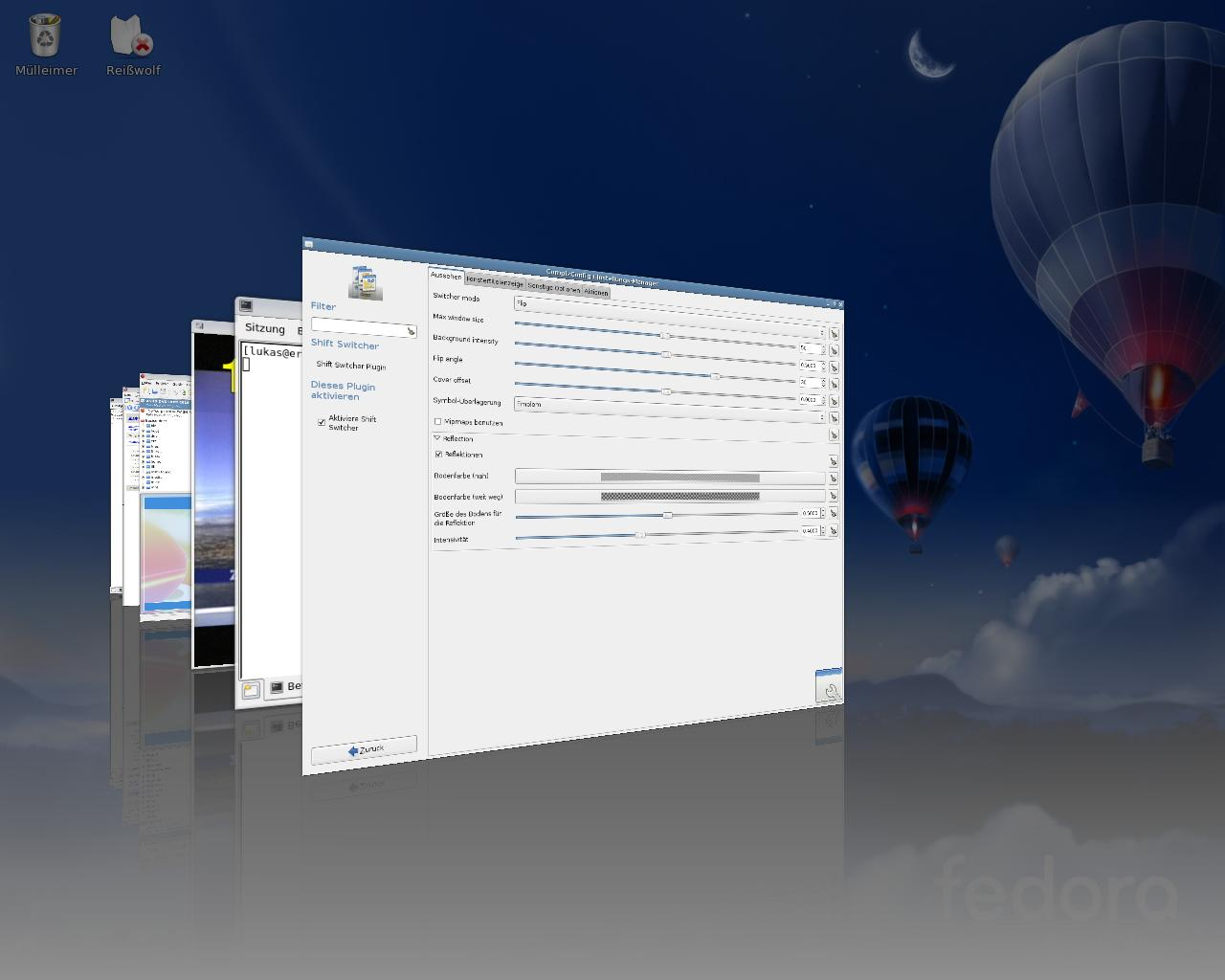
Fenster-Switcher-Plugin, Flip-Modus (Compiz Fusion)